# Лупоая (Вилча)
Лупоая (рум. Lupoaia) — село у повіті Вилча в Румунії. Входить до складу комуни Песчана.
Село розташоване на відстані 163 км на захід від Бухареста, 32 км на південний захід від Римніку-Вилчі, 66 км на північ від Крайови, 145 км на південний захід від Брашова.

## Населення
За даними перепису населення 2002 року у селі проживали 293 особи, усі — румуни. Усі жителі села рідною мовою назвали румунську.